# Freycinetia kostermansii
Freycinetia kostermansii är en enhjärtbladig växtart som beskrevs av Benjamin Clemens Masterman Stone. Freycinetia kostermansii ingår i släktet Freycinetia och familjen Pandanaceae. Inga underarter finns listade.